# SuperPower 2
SuperPower 2 est un jeu vidéo de simulation gouvernementale et de grande stratégie dont les données proviennent de la CIA, de l'ONU, et de l'armée américaine.
Il fait suite à SuperPower.

## Système de jeu
Il est possible d'y jouer l'un des 193 pays, en contrôlant les 3 domaines principaux, l'économie, la politique et l'armée.
Le scénario est assez limité puisque le jeu ne propose que 9 missions. En revanche il est possible de démarrer un jeu personnalisé, en choisissant n'importe quel pays, puis en se fixant ses propres objectifs.
Quel que soit le type de partie lancée, le jeu démarre en 2001, les relations entre les pays de la planète sont relativement neutres au départ, sauf pour quelques pays où les tensions sont déjà importantes (États-Unis/Irak, Israël/Syrie et Inde/Pakistan entre autres). Si le joueur se lance dans des recherches nucléaires, ses relations avec les autres États se détériorent.
Il est également possible de changer de régime politique dans la Constitution (démocratie multipartite, démocratie à parti unique, dictature militaire, théocratie, monarchie, État communiste) et d'instaurer la loi martiale. À noter que le pays peut également sombrer dans l'anarchie en cas de forte baisse de la popularité et de la stabilité du gouvernement (après une série d'attaques nucléaires, ou de multiples séries d'attaques terroristes par exemple).
Le jeu mise également sur l'espionnage. Il est en effet possible d'envoyer des cellules dans d'autres pays et de perpétrer des sabotages civils/militaires, des attaques terroristes, voir des coups d'État.

## Mods
Des mods non officiels permettent de mettre à jour certaines données, comme l'intégration récente de certains pays européens dans l'OTAN ou comme l'indépendance récente de nouveaux pays comme l'Abkhazie et le Kosovo. Un autre permet de recadrer la géopolitique en 1936, modifiant les frontières, les alliances, les gouvernements, les drapeaux, et les rapports de forces entre les pays.
Enfin, d'autres mods se consacrent également à la guerre froide et permettent de jouer l'Allemagne de l'Est ou encore l'URSS.